# Dermorfina
La dermorfina è un epta-peptide isolato per la prima volta dalla pelle delle rane sudamericane appartenenti alla famiglia della Phyllomedusa.. Questo peptide è un oppioide naturale che agisce come un agonista grazie alla sua potente ed elevata affinità coi μ-recettori degli oppioidi, una classe di recettori con alta affinità per le encefaline e per le beta-endorfine, e bassa invece per le dinorfine.
La dermorfina è come analgesico circa 30-40 volte più potente della morfina, e proprio grazie alla sua alta potenza è meno probabile che induca tolleranza e dipendenza..

La sequenza di amminoacidi della dermorfina è: H-Tyr-D-Ala-Phe-Gly-Tyr-Pro-Ser-NH2.
La dermorfina non è presente nell'organismo umano e degli altri mammiferi, e peptidi costituiti da altri D-aminoacidi simili sono stati rinvenuti solamente in alcune specie di batteri, anfibi e molluschi. In questi organismi, sembra che la dermorfina sia sintetizzata a seguito di una Modificazione post traduzionale di alcuni aminoacidi eseguita da alcuni enzimi isomerasi.. Questo raro processo chimico si rende necessario poiché la D-alanina (presente nella sequenza della dermorfina) non è tra i 20 aminoacidi codificati nel DNA umano, e pertanto il peptide non può essere codificato come gli altri a partire dal genoma.
La dermorfina è stata utilizzata illegalmente nelle corse di cavalli.